# Astyanax pelecus
Astyanax pelecus és una espècie de peix d'aigua dolça de la família dels caràcids i de l'ordre dels caraciformes. Poden assolir fins a 6 cm de llargària total. Tenen 35 vèrtebres.
Viu a àrees de clima tropical al riu Pardo (Bahia, Brasil) a Sud-amèrica.